# Festival RNAB (Revelando nuevos actores brasileños)
El Festival RNAB (Revelando Nuevos Actores Brasileños), cuyo nombre oficial es Festival Revelando Novos Atores Brasileiros (portugués brasileño). Es un festival de películas y actores que se celebra anualmente en la ciudad de São Paulo, Brasil. Se trata de un evento cultural sin ánimo de lucro, organizado por Podcultura Producciones (Portal Cultural y Productor Audiovisual). El evento siempre tiene lugar entre los meses de diciembre y enero. Conocido como uno de los primeros Festivales enfocado en actores para TV y Cine en Brasil, fue fundado por la actriz y guionista Sandra Camillo en 2008, contando como directora Sandra Camillo y como productor/Editor Miguel Ricardo Camilo. Los ganadores reciben el Trofeo a la mejor actriz y actor, entregándose también premios a productores, directores de teleseries y elenco de cine.

## Historia
Su creación fue en mayo de 2008, año de su primera edición, cuando la guionista Sandra Camillo se involucró con muchas producciones cinematográficas, por lo tanto, para facilitar las producciones, creó el festival buscando encontrar talento de diversas partes del país.
La primera edición del Festival tuvo lugar en el mismo año con un espectáculo que contó con cortometrajes gratuitos, monólogos y actores de diversas partes del país. En ese momento, el evento se publicó en varios periódicos y revistas entre los cuales se encuentran Jornal de vinhedo, citado anteriormente, na mira y cine premiere.
En este primer evento el premio constó de un papel como personaje en uno de los próximos proyectos de la agencia entre 2009 y 2010, contrato de un año con el empresario Flavio Canova, libro y video libró para la venta, además de otros premios que se anunciarían después. 
El festival ha venido celebrándose desde su año de inicio, alcanzando su 13° edición en el año 2018, trayectoria que continúa hasta la fecha. 

## Categorías

### Monólogos
- Mejor actor o actriz

### Cortometrajes
- Mejor cortometraje nacional e internacional
- Mejor videoclip
- Mejor Corto Feminista
- Mejor Serie Web
- Mejor corto animado
- Mejor Cortometraje Documental
- Mejor corto de estudiante
- Mejor Corto Narrativo
- Mejor Corto LGBT
- Mejor Largometraje y Tráiler Documental
- Mejor Cortometraje de Ficción
- Mejor Serie

## Histórico del festival

### Festival 2009

#### Jurado
- Henrique Faria (Jurado) Director de Cine / Curitiba[5]
- Marcelo Krause (Jurado) Director de Telenovelas / São Paulo[6]
- Walbercy Ribas (Jurado) Director de Publicidad y Animación / São Paulo[7]
- Eliana Fonseca (Jurada) Actriz / São Caetano do Sul / São Paulo

#### Padrino del evento
- Raymundo de Souza (actor)

#### Premiación

##### Monólogos

###### Premio al mejor actor
1. Actriz Mirim Amanda Chaptiska - São Paulo - São Paulo[8]
2. Actriz Adriana Duque São Paulo - São Paulo[9]
3. Actor Fernando Zaneli Cidade - Santo André - São Paulo[10]

##### Cortometrajes

###### Mejor corto Drama
- El terrorista - Antonio Carlos Junior (Director) - Ciudad: Manaos -  Estado: Amazonas[11]

###### Mejor corto Crimen
- Romance .38 - Vitor Brandt (director) - Ciudad: São Paulo - Estado São Paulo[12]

### Festival 2011

#### Jurado
- Henrique Faria (Jurado) Director de Cine / Curitiba[5]
- Marcelo Krause (Jurado) Director de Telenovelas / São Paulo[6]
- Wallaceh Meirelles (Jurado) Director cinematográfico / Río de Janeiro[13]
- Valdo Vale (Jurado) Director de Cine - Polo Audiovisual de Santa Rita / Fortaleza[14]

#### Padrinos del evento
- Raymundo de Souza (actor)
- Eliana Fonseca (actriz)

#### Premiación

##### Monólogos

###### Premio al mejor actor
1. Actriz Mirim Leticia Righetti - Ciudad de São Paulo - Estado: São Paulo
2. Actriz Mirim Victoria Diniz (actor) - Ciudad de São Paulo - Estado: São Paulo[15]
3. Actor Mirim Raphael Rodrigues - Ciudad de São Paulo - Estado: São Paulo
4. Actriz Thaisi Rocha - Ciudad: Campinas -Estado: São Paulo
5. Actor Rogério Ramos - Ciudad de Sao Vicente - Estado:São Paulo

##### Cortometrajes

###### Mejor corto Drama
- Aranceles - Melo Viana (Director) - Brasil[16]
- Timing - Amir admoni (Director) - Ciudad: São Paulo - Estado São Paulo[17]

###### Mejor corto Horror
- Bloque D -  Vinicius Casimiro (Director) - Ciudad: São Paulo - Estado São Paulo[18]

###### Mejor corto, Ficción
- Journeé - Maria Fernanda Serson (Director) - Ciudad: São Paulo - Estado São Paulo[19]

###### Mejor corto, Ficción Experimental
- Amor puro e simplesmente - Alexandre Lino - Ciudad: Río de Janeiro Estado: Río de Janeiro

###### Mejor corto Suspenso
Restroom - Julio Gonçalves - Ciudad: Itumbiara Estado: Goiás